# Куп Кариба 1994.
Куп Кариба 1994. (познат као Шел Куп Кариба због спонзорства) било је шесто издање Купа Кариба, основано од стране ФСК, једне од КОНКАКАФ зона. Домаћин финалног дела турнира је била Тринидад и Тобаго. Финални део такмичења одржано је од 7. априла до 17. априла и осам тимова се пласирало у последњу рунду где су се придружили браниоцима титуле Јамајци и домаћину Тринидаду и Тобагу. У квалификацијама је учествовало 22. репрезентације.
У финалном делу је одиграно 16 утакмица и постигнуто 56 голова.
У квалификацијама је одиграно 36 утакмица и постигнуто 154 гола
Карипски куп 1994. био је 6. издање међународног фудбалског турнира за чланове Карипске фудбалске уније (КФУ). Турнир је одржан у Тринидаду и Тобагу од 7. до 17. априла 1994. године. Репрезентација земље домаћина освојила је турнир по трећи пут након што је у финалу победила прошлогодишњег шампиона репрезентацију Мартиника. Пре него што је турнир могао да почне, земље су се могле квалификовати кроз квалификациони турнир. На том квалификационом турниру дошло је до изузетне ситуације на утакмици између Барбадоса и Гренаде 27. јануара (види Групу 1). 
Постојало је правило да у квалификацијама увек мора да постоји победник. Ако би меч завршио нерешено, играло би се продужење са златним голом рачунајући двоструко. Барбадос је морао да победи са 2 поена, али је пред сам крај водио само 2:1. То не би било довољно за квалификацију. 
Да би изнудио продужетке, где би се гол рачунао двоструко, дефанзивац Барбадоса Сеали је намерно направио аутогол. Гренада је тада покушала постићи гол, чак и у свој гол, али је цела екипа Барбадоса одбранила оба гола, па више није постигнут гол. Са коначним резултатом 2:2, продужеци су изнуђени. У продужецима, Торне је постигао гол за Барбадос, који је победио у утакмици са 4:2 и пласирао се у главни жреб Купа Кариба 1994. Правило да се „Златни гол” више никада није примењено на турниру Купа Кариба.

## Квалификације
Тринидад и Тобаго (као домаћин) и  Мартиник (као носилац титуле) су се аутоматски квалификовали за финални део турнира одржаном на Тринидаду и Тобагоу.
Кфалификације су се одржале од 23. јануара до 10. марта 1994. године.

### Правила
На квалификационом турниру наметнуто је несвакидашње правило: Сваки меч је морао имати победника. Ако су два тима имала исти резултат након 90 минута, одиграли су продужетак у којем се „златни гол” рачунао као два гола. Ако ниједан тим није постигао гол у продужецима, онда је  извођење пенала одређивао победника.

### Група 1
Утакмице су игране у Светом Мишелу на Барбадосу
| Репрезентација | Ута. | Поб. | Нер. | Изг. | ГД | ГП | ГР | Бод. |
| -------------- | ---- | ---- | ---- | ---- | -- | -- | -- | ---- |
| Барбадос       | 2    | 1    | 0    | 1    | 4  | 3  | +1 | 3    |
| Гренада        | 2    | 1    | 0    | 1    | 4  | 4  | 0  | 3    |
| Порторико      | 2    | 1    | 0    | 1    | 1  | 2  | –1 | 3    |

| Барбадос | 0 : 1 | Порторико |
| -------- | ----- | --------- |
|          |       |           |

| Гренада | 2 : 0 (златни гол) | Порторико |
| ------- | ------------------ | --------- |
|         |                    |           |

| Барбадос | 4 : 2 (златни гол) | Гренада |
| -------- | ------------------ | ------- |
|          |                    |         |

### Група 2
Утакмице су игране на Сент Винсент и Гренадинима
| Репрезентација           | Ута. | Поб. | Нер. | Изг. | ГД | ГП | ГР  | Бод. |
| ------------------------ | ---- | ---- | ---- | ---- | -- | -- | --- | ---- |
| Гваделуп                 | 2    | 2    | 0    | 0    | 11 | 0  | +11 | 6    |
| Сент Винсент и Гренадини | 2    | 1    | 0    | 1    | 2  | 2  | 0   | 3    |
| Ангвила                  | 2    | 0    | 0    | 2    | 0  | 11 | –11 | 0    |

| Гваделуп | 9 : 0 | Ангвила |
| -------- | ----- | ------- |
|          |       |         |

| Сент Винсент и Гренадини | 2 : 0 | Ангвила |
| ------------------------ | ----- | ------- |
|                          |       |         |

| Сент Винсент и Гренадини | 0 : 2 | Гваделуп |
| ------------------------ | ----- | -------- |
|                          |       |          |

### Група 3
Утакмице су игране у Суринаму
| Репрезентација    | Ута. | Поб. | Нер. | Изг. | ГД | ГП | ГР | Бод. |
| ----------------- | ---- | ---- | ---- | ---- | -- | -- | -- | ---- |
| Суринам           | 2    | 2    | 0    | 0    | 4  | 0  | +4 | 6    |
| Француска Гвајана | 2    | 1    | 0    | 1    | 2  | 3  | –1 | 3    |
| Гвајана           | 2    | 0    | 0    | 2    | 1  | 4  | –3 | 0    |

| Суринам | 2 : 0 (златни гол) | Француска Гвајана |
| ------- | ------------------ | ----------------- |
|         |                    |                   |

| Гвајана | 1 : 1 (прод.) (4 : 5 пен.) | Француска Гвајана |
| ------- | -------------------------- | ----------------- |
|         |                            |                   |

| Суринам | 2 : 0 | Гвајана |
| ------- | ----- | ------- |
|         |       |         |

### Група 4
Утакмице су игране на Сент Китс и Невису
| Репрезентација    | Ута. | Поб. | Нер. | Изг. | ГД | ГП | ГРаз. | Бод. |
| ----------------- | ---- | ---- | ---- | ---- | -- | -- | ----- | ---- |
| Доминика          | 2    | 2    | 0    | 0    | 7  | 4  | +3    | 6    |
| Сент Китс и Невис | 2    | 1    | 0    | 1    | 11 | 5  | +6    | 3    |
| Антигва и Барбуда | 2    | 1    | 0    | 1    | 10 | 3  | +7    | 3    |
| Монтсерат         | 2    | 0    | 0    | 2    | 1  | 17 | –16   | 0    |

| Сент Китс и Невис | 9 : 1 | Монтсерат |
| ----------------- | ----- | --------- |
|                   |       |           |

| Доминика | 3 : 2 | Антигва и Барбуда |
| -------- | ----- | ----------------- |
|          |       |                   |

| Сент Китс и Невис | 2 : 4 (прод.) | Доминика |
| ----------------- | ------------- | -------- |
|                   |               |          |

| Антигва и Барбуда | 8 : 0 | Монтсерат |
| ----------------- | ----- | --------- |
|                   |       |           |

| Сент Китс и Невис | ? : ? | Антигва и Барбуда |
| ----------------- | ----- | ----------------- |
|                   |       |                   |

| Доминика | (отказан) | Монтсерат |
| -------- | --------- | --------- |
|          |           |           |

Утакмица је отказана због пробелма са публиком.

### Група 5
Утакмице су игране на Кајманским Острвима
| Репрезентација              | Ута. | Поб. | Нер. | Изг. | ГД | ГП | ГР  | Бод. |
| --------------------------- | ---- | ---- | ---- | ---- | -- | -- | --- | ---- |
| Кајманска Острва            | 3    | 3    | 0    | 0    | 13 | 2  | +11 | 9    |
| Јамајка                     | 3    | 2    | 0    | 1    | 18 | 5  | +13 | 6    |
| Свети Мартин Хол.           | 3    | 1    | 0    | 2    | 5  | 9  | –4  | 3    |
| Британска Девичанска Острва | 3    | 0    | 0    | 3    | 0  | 20 | –20 | 0    |

| Кајманска Острва | 5 : 0 | Британска Девичанска Острва |
| ---------------- | ----- | --------------------------- |
|                  |       |                             |

| Јамајка | 4 : 2 (прод.) | Свети Мартин Хол. |
| ------- | ------------- | ----------------- |
|         |               |                   |

| Кајманска Острва | 5 : 0 | Свети Мартин Хол. |
| ---------------- | ----- | ----------------- |
|                  |       |                   |

| Јамајка | 12 : 0 | Британска Девичанска Острва |
| ------- | ------ | --------------------------- |
|         |        |                             |

| Свети Мартин Хол. | 3 : 0 | Британска Девичанска Острва |
| ----------------- | ----- | --------------------------- |
|                   |       |                             |

| Кајманска Острва | 3 : 2 | Јамајка |
| ---------------- | ----- | ------- |
|                  |       |         |

### Група 6
| Репрезентација         | Ута. | Поб. | Нер. | Изг. | ГД | ГП | ГР | Бод. |
| ---------------------- | ---- | ---- | ---- | ---- | -- | -- | -- | ---- |
| Хаити                  | 1    | 1    | 0    | 0    | 1  | 0  | +1 | 3    |
| Доминиканска Република | 1    | 0    | 0    | 1    | 0  | 1  | −1 | 0    |
| Куба                   | 0    | 0    | 0    | 0    | 0  | 0  | 0  | 0    |

 Куба је одустала 
| Доминиканска Република | 0 : 1 | Хаити |
| ---------------------- | ----- | ----- |
|                        |       |       |

## Завршни турнир
Утакмице се играле на Тринидад и Тобагоу

## Финалисти
| Репрезентација    | Квалификација  | Број учешћа | Досадашњи успеси |
| ----------------- | -------------- | ----------- | ---------------- |
| Тринидад и Тобаго | домаћин        | 6           | победник         |
| Мартиник          | Шампион 1993   | 4           | победник         |
| Барбадос          | поз. 1 Група 1 | 3           | групна фаза      |
| Гваделуп          | поз. 1 Група 2 | 3           | трећи            |
| Суринам           | поз. 1 Група 3 | 2           | групна фаза      |
| Доминика          | поз. 1 Група 4 | 1           | дебитант         |
| Кајманска Острва  | поз. 1 Група 5 | 2           | групна фаза      |
| Хаити             | поз. 1 Група 6 | 1           | дебитант         |

### Групна фаза

#### Група А
| Репрезентација    | Ута. | Поб. | Нер. | Изг. | ГД | ГП | ГР | Бод. |
| ----------------- | ---- | ---- | ---- | ---- | -- | -- | -- | ---- |
| Тринидад и Тобаго | 7    | 3    | 2    | 1    | 0  | 7  | 0  | +7   |
| Гваделуп          | 5    | 3    | 1    | 2    | 0  | 7  | 2  | +5   |
| Барбадос          | 2    | 3    | 0    | 2    | 1  | 3  | 5  | –2   |
| Доминика          | 1    | 3    | 0    | 1    | 2  | 1  | 11 | –10  |

| Барбадос | 1 : 1 | Доминика |
| -------- | ----- | -------- |
|          |       |          |

| Тринидад и Тобаго | 0 : 0 | Гваделуп |
| ----------------- | ----- | -------- |
|                   |       |          |

| Гваделуп | 5 : 0 | Доминика |
| -------- | ----- | -------- |
|          |       |          |

| Тринидад и Тобаго | 2 : 0 | Барбадос |
| ----------------- | ----- | -------- |
|                   |       |          |

| Тринидад и Тобаго | 5 : 0 | Доминика |
| ----------------- | ----- | -------- |
|                   |       |          |

| Гваделуп | 2 : 2 | Барбадос |
| -------- | ----- | -------- |
|          |       |          |

### Група Б
| Репрезентација   | Ута. | Поб. | Нер. | Изг. | ГД | ГП | ГР | Бод. |
| ---------------- | ---- | ---- | ---- | ---- | -- | -- | -- | ---- |
| Мартиник         | 7    | 3    | 2    | 1    | 0  | 6  | 1  | +5   |
| Суринам          | 4    | 3    | 1    | 1    | 1  | 3  | 3  | 0    |
| Хаити            | 4    | 3    | 1    | 1    | 1  | 4  | 6  | –2   |
| Кајманска Острва | 1    | 3    | 0    | 1    | 2  | 3  | 6  | –3   |

| Хаити | 3 : 2 | Кајманска Острва |
| ----- | ----- | ---------------- |
|       |       |                  |

| [[Фудбалска репрезентација Мартиника {{{altlink2}}}\|Мартиник]] | 2 : 0 | Суринам |
| --------------------------------------------------------------- | ----- | ------- |
|                                                                 |       |         |

| [[Фудбалска репрезентација Мартиника {{{altlink2}}}\|Мартиник]] | 3 : 0 | Хаити |
| --------------------------------------------------------------- | ----- | ----- |
|                                                                 |       |       |

| Суринам | 2 : 0 | Кајманска Острва |
| ------- | ----- | ---------------- |
|         |       |                  |

| [[Фудбалска репрезентација Мартиника {{{altlink2}}}\|Мартиник]] | 1 : 1 | Кајманска Острва |
| --------------------------------------------------------------- | ----- | ---------------- |
|                                                                 |       |                  |

| Суринам | 1 : 1 | Хаити |
| ------- | ----- | ----- |
|         |       |       |

### Полуфинале
| Тринидад и Тобаго               | 3 : 2 (прод.) | Суринам                    |
| ------------------------------- | ------------- | -------------------------- |
| Марвин Фаустин · Арнолд Дуарика |               | Клајд Тол · Рамон Кампенар |

| [[Фудбалска репрезентација Мартиника {{{altlink2}}}\|Мартиник]] | 4 : 2 | Гваделуп  |
| --------------------------------------------------------------- | ----- | --------- |
| Гол · Гол · Гол · Гол                                           |       | Гол · Гол |

### Утакмица за треће место
| Гваделуп | 2 : 0 | Суринам |
| -------- | ----- | ------- |
|          |       |         |

### Финале
| Тринидад и Тобаго                                        | 7 : 2    | Мартиник                          |
| -------------------------------------------------------- | -------- | --------------------------------- |
| Алвин Томас 46’ · Хатсон Чарлс · Дин Пачеко · Ангус Иви] | Извештај | Тијери Фонделот · Жан-Хуберт Софи |

| Најбољи играч | Победник Купа Кариба 1994. Тринидад и Тобаго 3° титула | Најбољи стрелац |